# Akane Shinsha
Akane Shinsha (茜新社 nghĩa là "Công ty mới điên rồ hơn") (AS) là một công ty xuất bản của Nhật Bản tập trung vào tài liệu dành cho người lớn, chẳng hạn như truyện tranh (manga), sách và tạp chí. Công ty được thành lập vào tháng 10 năm 1976.
Năm 2009, với 65 đầu sách, công ty đứng thứ 2 trong số các nhà xuất bản ero-manga ở Nhật Bản, chỉ kém Core Magazine với 76, và vượt qua TI Net (44), Kubo Shoten (42) và Kill Time Communication (41).
Tại hội thảo của MangaGamer tại Otakon 2011, MG thông báo họ đang mở rộng kinh doanh sang phân phối kỹ thuật số manga khiêu dâm của Akane Shinsha.